# Greenalite
La greenalite est un minéral de la classe des silicates (division des phyllosilicates, groupe de la kaolinite et de la serpentine). Sa composition chimique Fe2-3(Si2O5)(OH)4 varie en fonction de l'oxydation du fer : FeII3(1-x)FeIII2x(Si2O5)(OH)4 avec 0 ≤ x ≤ 1.

## Inventeur
En 1903

## Étymologie
Nommée en raison de sa couleur verte (green = ‘vert’ en anglais).

## Topotype
Biwabik, Mesabi Range, St Louis, Minnesota, États-Unis.

## Gîtologie
L'origine du fer du Précambrien par précipitation de greenalite suggère que les premières formations de ce minerai de fer fut en grande partie un processus chimique abiotique qui ne nécessita pas d'oxydation biologique.